# Плоцька губернія
Плоцька губе́рнія — одна з західних губерній Російської імперії з центром у місті Плоцьк. На сьогодні територія у складі Польщі.
Утворена 1867 року із Плоцького воєводства.

## Адміністративний поділ
Губернія 1897 року поділялась на 7 повітів:
- Ліпновський
- Млавський
- Плоцький
- Прасниський
- Рипінський
- Серпецький
- Цехановський

## Населення
Згідно із переписом населення 1897 року, у Плоцькій губернії мешкало 553 663 особи. Більшість населення становили поляки (447 685), далі йшли євреї (51 215), німці (35 931), росіяни (15 137), українці (2 350), на інші національності припадало 2 тис. осіб.